# 세랑군역

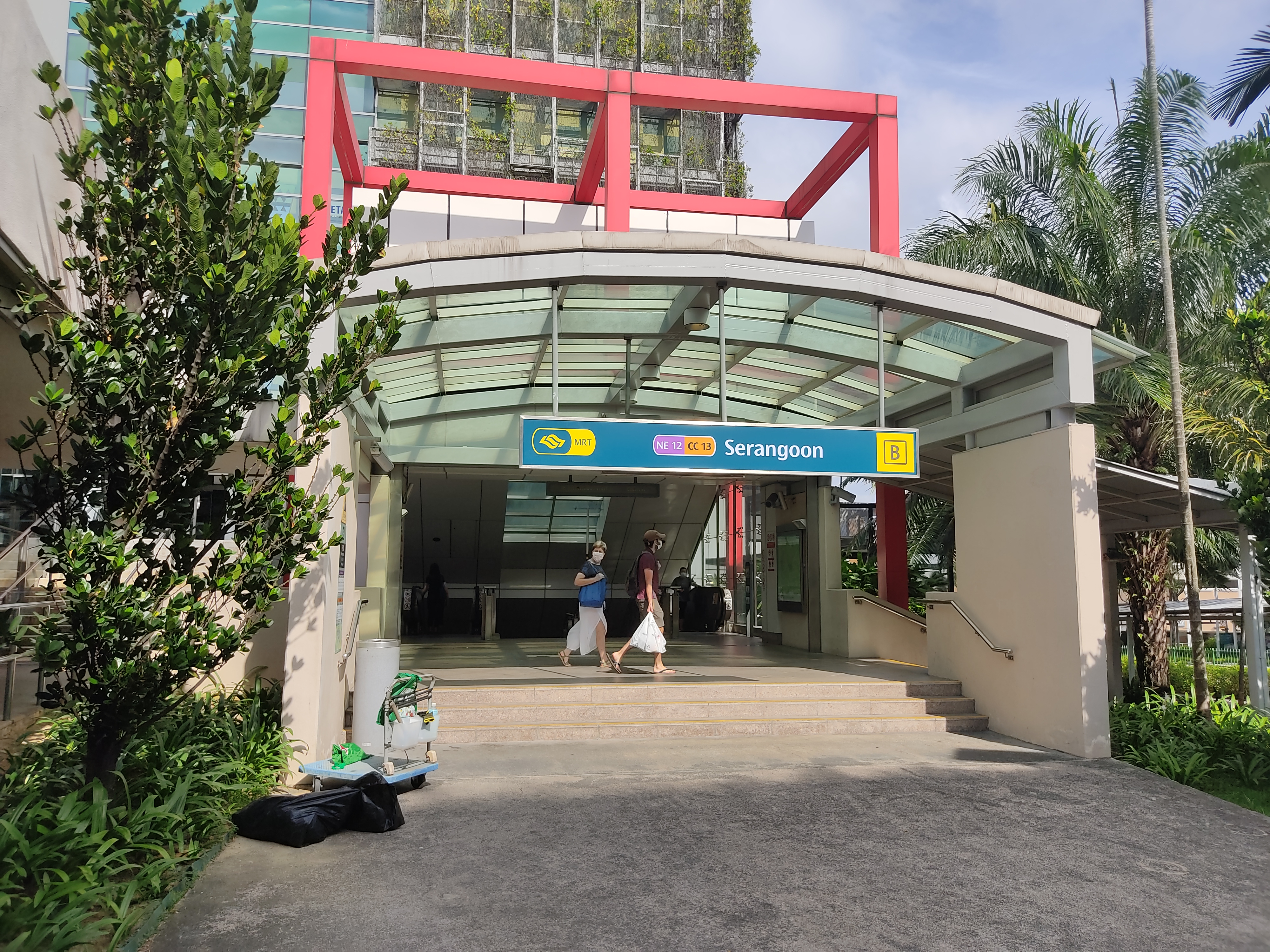

세랑군역(Serangoon MRT station)은 노스이스트(NEL) 및 서클(CCL)선의 지하철 MRT(Mass Rapid Transit) 환승역이다. 어퍼 세랑군 로드(Upper Serangoon Road)와 세랑군 센트럴(Serangoon Central)을 따라 싱가포르 세랑군(Serangoon)에 위치한 이 역은 넥스(Nex) 쇼핑 단지 및 세랑군 버스 인터체인지(Serangoon Bus Interchange)와 통합되어 있다. 이 역은 세랑군 지역 경찰 센터 및 브래델 하이츠 커뮤니티 허브 근처에 있으며 지역의 다양한 주거 단지에 서비스를 제공한다.
1980년대 후반 NEL에 대한 예비 연구에는 세랑군 지역에 대한 임시 선 정렬이 포함되었다. 이 역은 1996년에 확인되었다. 그 건설에는 어퍼 세랑군 로드 위에 도로 고가교 건설이 포함되었다. 1999년 10월, 방송국이 CCL과 상호 교환될 것이라고 발표되었다. NEL 역은 2003년 6월에 완공되었다. CCL 터널을 건설하는 동안 지반 침하로 인해 NEL 역이 가라앉아 굴착 작업이 잠시 중단되었다. CCL 플랫폼은 CCL 3단계의 일부로 2009년 5월에 출시되었다.
역에는 8개의 입구가 있으며, 그 중 4개는 삼각형이고 입방체 구조로 둘러싸여 있다. 이 역에는 MRT 네트워크의 아트 인 트랜싯 프로그램의 일환으로 세 가지 예술 작품이 전시되어 있다. NEL 플랫폼과 중앙홀에는 Eng Joo Heng의 작품인 메모리스 오브 차일드후드(Memories of Childhood)의 일부인 목판화가 전시되어 있다. CCL 역의 중앙 홀에는 사카시 세드(Sarkasi Said)의 그림 뷰 오브 라이프(View of Life)가 있으며, CCL 플랫폼에는 매트릭스(Matrix)라는 제목의 예술 좌석 세트가 있다.